# 谷朗
谷 朗（こく ろう、218年 - 272年）は、三国時代の呉の人物。字は義先。荊州桂陽郡耒陽県の人。『三国志』に記録はないが、谷朗碑の碑文で有名である。

## 谷氏
谷氏は秦王室の先祖の非子（碑文では「扉子」）の末裔で、これを信じれば始皇帝らの遠い親戚にあたる。「谷」姓は秦の谷間に封じられたことによるという。地元の地誌『耒陽郡志』によれば既に前漢代に谷崇という武将が見え、またその他の文献にも先祖の名として漢代の南陽太守の谷昕（こくきん）、子孫の名として西晋代の谷倹という人物の名を挙げている上、子の墓碑もあったことにわざわざ触れている。また谷朗を祀る廟や墓と伝えられる地が各地にあることから、少なくとも地元ではかなりの名族であり、谷朗自身も有名な人物であったようである。

## 生涯
谷朗は心が素直でまじめな人物であったという。3歳で母親を、11歳で父親を亡くす不幸に見舞われ、弟と2人で暮らすことになった。しかし温厚で思いやりのあるところは変わらず、苦難を乗り越えて弱冠20歳の時に郡に仕官、陽安県令となる。
やがて品行方正なところが認められて朝廷に仕えることになり、郎中・尚書令史・郡中正を命じられた。その後地方官として長沙郡の劉陽県令に移ったが、すぐに呼び戻されて中都尉・尚書郎となり、また地方に移って広州督軍校尉、また戻って五官郎中・大中正になるなど、中央と地方を行き来する時期が続いた。そんな中、交州においてある村が謀叛を起こそうとしているのを発見し、説得して未然に防ぐという功績を上げ、九真郡（現在のベトナム・ハノイ周辺）の太守となり、善政を布いた。
しかし鳳凰元年（272年）4月に病により死去、享年54。